# Spatelviltkruid
Spatelviltkruid (Filago pyramidata) is een eenjarige plant, die behoort tot de composietenfamilie (Asteraceae). De soort staat op de Nederlandse Rode lijst van planten als een soort die in Nederland niet meer voorkomt. Spatelviltkruid komt van nature voor in Europa tot aan Centraal-Azië en Noord-Afrika. Het aantal chromosomen 2n = 28.
De plant wordt 10 - 30 cm hoog en is grauwwit, wollig-viltig behaart. De plant is meestal vanaf de voet vertakt. Het 15 - 20 mm brede blad is spatelvormig, is boven het midden het breedst en heeft vaak een iets gegolfde bladrand.
Spatelviltkruid is eenhuizig en bloeit van juli tot in september met tot 12 mm grote kluwens, die meestal uit 8 - 16, 5 - 12 mm grote hoofdjes bestaan. Onder de kluwens zitten 2 - 4 bladeren, die ruim buiten de hoofdjes uitsteken. De 3,5 - 6 mm grote buisbloemen zijn geelachtig. De bodem van het bloemhoofdje heeft geen stroschubben. De omwindselbladeren hebben een naar buiten gebogen geelachtige, 1 - 1,5 mm lange naald. De middelste omwindselbladeren hebben op de rug een scherpe kiel en krommen zich bovenaan naar buiten.
De vrucht is een 0,5 - 0,8 mm lang, bruin nootje met een pappus. De buitenste nootjes hebben een pappus die langer is dan het nootje.

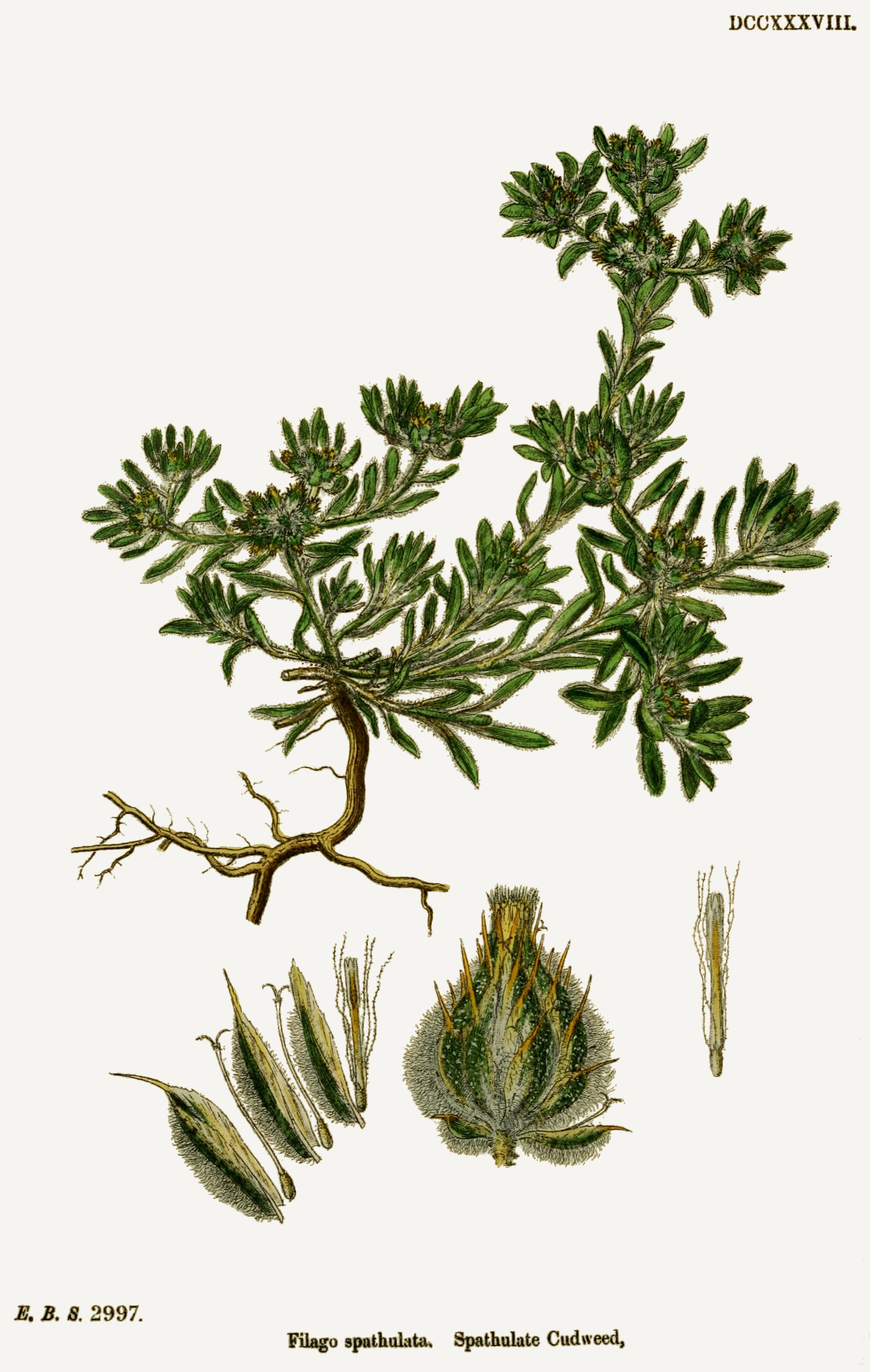
Spatelviltkruid

## Voorkomen
De plant komt voor op open, warme, droge, matig voedselrijke, uitgesproken stikstofarme, goed doorlatende, vaak kalkrijke zand- en mergelgrond.